# (2749) Walterhorn
(2749) Walterhorn es un asteroide perteneciente al cinturón de asteroides descubierto por Karl Wilhelm Reinmuth el 11 de octubre de 1937 desde el Observatorio de Heidelberg-Königstuhl, Alemania.

## Designación y nombre
Walterhorn se designó inicialmente como 1937 TD.
Más tarde, en 1992, fue nombrado en honor del astrónomo aficionado alemán Walter Horn (1881-1967).

## Características orbitales
Walterhorn orbita a una distancia media de 3,181 ua del Sol, pudiendo alejarse hasta 3,715 ua y acercarse hasta 2,648 ua. Su inclinación orbital es 0,3214 grados y la excentricidad 0,1677. Emplea en completar una órbita alrededor del Sol 2073 días.

## Características físicas
La magnitud absoluta de Walterhorn es 12,4.